# Friedrich von Tettau

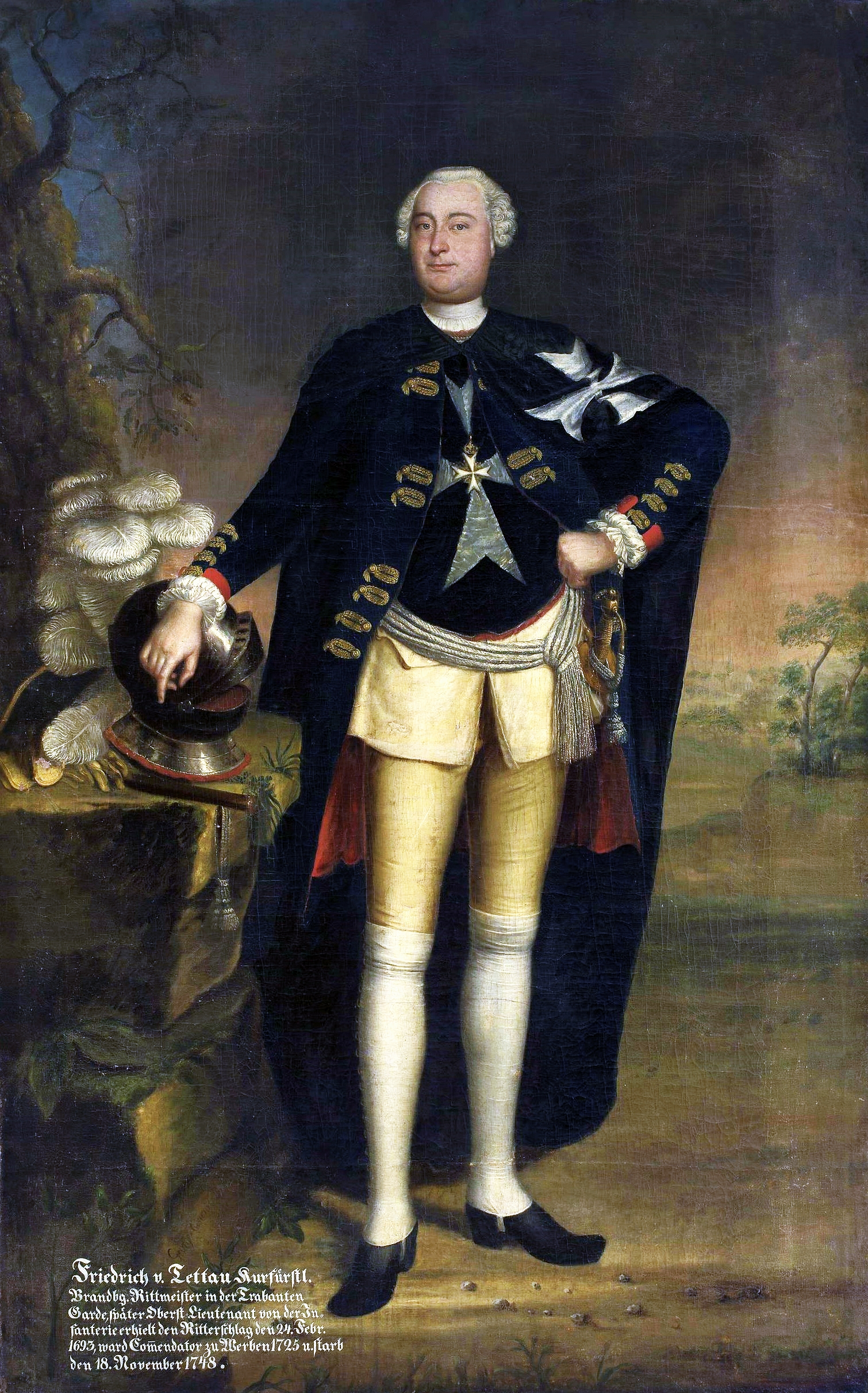
Friedrich von Tettau, Porträt von Georg Lisiewski um 1725

Friedrich von Tettau (* 8. Februar 1664; † 18. November 1748) war ein preußischer Staatsminister und Johanniter-Komtur zu Werben.

## Leben

### Herkunft und Familie
Friedrich von Tettau war Angehöriger des preußischen Adelsgeschlechts von Tettau. Seine Eltern waren der Kanzler des Herzogtums Preußen und Präsident des Oberappellationsgerichts Hans Dietrich von Tettau (1620–1687) und Dorothea von Borcke († 1689). Der preußische Geheime Etats- und Kriegsminister Dietrich von Tettau (1654–1730) und der preußische Generalmajor Daniel von Tettau (1670–1709) waren seine Brüder. Er selbst blieb unvermählt.

### Werdegang
Tettau begann seine Laufbahn in der preußischen Armee bei der Trabanten-Garde. Am 24. Februar 1693 erhielt er den Ritterschlag beim Johanniterorden und wurde 1724 Kommendator zu Werben. Bereits 1701 wurde er Erbhauptmann zu Oletzko und erhielt 1704 seine Beförderung zum Oberst. 1711 wurde er Landrat, Vogt und Amtshauptmann zu Fischhausen. Am 12. Mai 1730 avancierte er zum Wirklichen Geheimen Staats- und Kriegrat sowie zum Präsident des Pupillenkollegiums. 1736 wurde er Ritter des Schwarzen Adlerordens.
Tettau war Erbherr auf den preußischen Gütern Wicken, Schönbruch, Graventin, Preußisch Arnau, Trimmau, Sommerfeld, Salzbach und Thomsdorf. Er wurde in Schönbruch beigesetzt. Sein Großneffe Ernst Dietrich von Tettau (1716–1766) wurde sein Universalerbe.